# Любницкое сельское поселение
Любницкое се́льское поселе́ние — муниципальное образование в Валдайском районе Новгородской области Российской Федерации.
Административный центр — деревня Любница.

## География
Территория сельского поселения расположена на границе Валдайской возвышенности и Приильменской низменности, в юго-восточной части Новгородской области, к западу от города Валдай. По территории поселения протекают река Полометь, её приток Хоронятка, Кобыльщина (бассейна Хоронятки) и др. Площадь территории муниципального образования 24,7 тыс. га

## История
Статус и границы сельского поселения установлены Законом Новгородской области от 11 ноября 2005 года № 559-ОЗ «Об административно-территориальном устройстве Новгородской области».

## Население
| 2010 | 2012 | 2013 | 2014 | 2015 | 2016 | 2017 |
| ---- | ---- | ---- | ---- | ---- | ---- | ---- |
| 804  | ↘773 | ↘743 | ↘709 | ↘700 | ↘684 | ↗687 |
| 2021 |      |      |      |      |      |      |
| ↘665 |      |      |      |      |      |      |

## Состав сельского поселения
| №  | Населённый пункт | Тип населённого пункта          | Население |
| -- | ---------------- | ------------------------------- | --------- |
| 1  | Быльчино         | деревня                         | 1         |
| 2  | Высокуша         | деревня                         | 1         |
| 3  | Горки            | деревня                         | 0         |
| 4  | Гостевщина       | деревня                         | 9         |
| 5  | Долматово        | деревня                         | 1         |
| 6  | Дубровка         | деревня                         | 0         |
| 7  | Ермошкино        | деревня                         | 23        |
| 8  | Жерновка         | деревня                         | 10        |
| 9  | Карнаухово       | деревня                         | 2         |
| 10 | Корытенка        | деревня                         | 7         |
| 11 | Кстечки          | деревня                         | 15        |
| 12 | Кувизино         | деревня                         | 12        |
| 13 | Лутовёнка        | деревня                         | 216       |
| 14 | Любница          | деревня, административный центр | 412       |
| 15 | Милятино         | деревня                         | 2         |
| 16 | Новые Удрицы     | деревня                         | 6         |
| 17 | Падбережье       | деревня                         | 7         |
| 18 | Петрово-Сосницы  | деревня                         | 3         |
| 19 | Селилово         | деревня                         | 14        |
| 20 | Сиротино         | деревня                         | 0         |
| 21 | Сосницы          | деревня                         | 49        |
| 22 | Старые Удрицы    | деревня                         | 0         |
| 23 | Углы             | деревня                         | 4         |
| 24 | Ямница           | деревня                         | 10        |

## Транспорт
По территории сельского поселения проходит автодорога Р48 Яжелбицы — Демянск и линия Бологое-Московское — Дно-1 Октябрьской железной дороги.